# Juan Gascón
Juan Antonio Gascón Sorribas, más conocido como Juan Gascón (Alcañiz, 1975), es un profesor de enseñanza secundaria y político español, actual coordinador general de Izquierda Unida de Castilla y León y cabeza de lista de Unidas Podemos por la provincia de Burgos en las elecciones a las Cortes de Castilla y León de 2022.

## Biografía
Juan Gascón nació en Alcañiz en 1975. Estudió Ingeniería Técnica Informática de Sistemas en la Universidad de Zaragoza. Es profesor de informática de educación secundaria de la escuela pública de Castilla y León.
Ha militado en CCOO, el Foro Social de Palencia o Profesionales Cristianos, un movimiento integrado dentro de Acción Católica.
En 2011 fue elegido concejal por Izquierda Unida en el ayuntamiento de Palencia, al igual que en las elecciones de 2015 representando a la coalición Ganemos Palencia.
En 2020 fue elegido coordinador general de Izquierda Unida de Castilla y León en sustitución de José Sarrión Andaluz.
En 22 fue candidato a procurador a las Cortes de Castilla y León por Unidas Podemos, encabezando la lista de la provincia de Burgos en las elecciones a las Cortes de Castilla y León de 2022.